# Robin Mitchell
Robin E. Mitchell (né le 10 mars 1946 à Levuka) est un dirigeant sportif fidjien, docteur en médecine et membre du Comité international olympique depuis 1994.
Il a présidé le Comité olympique fidjien de 1997 à 2005.